# Jovan Stefanović Vilovski
Jovan Stefanović Vilovski (1821. – 1902.), vojni povjesničar i prvi srpski hidrolog, član više znanstvenih društava. Bio generalštabni bojnik u austrougarskoj vojsci. U pokretu 1848. učestvovao na strani konzervativnog krila oko patrijarha Josifa Rajačića. Borio se kod Solferina. Umirovljen 1865. i zatim se bavio hidrologijom. Napisao oko 60 rasprava i članaka, uglavnom o melioraciji i regulaciji Tise i Dunava. Ostavio u rukopisu opsežne memoare.
Njegovo djelo "Iz života jednog c.k. oficira..." (Zemun, 1863), pisano predvukovskom azbukom, poslužilo je kao jedan od izvora za "Rečnik srpskohrvatskog književnog i narodnog jezika" u izdanju SANU.